# Složené úročení

Složené úročení investice 1 000 USD při 20% ročním úroku a různé frekvence úročení (modrá: průběžné, fialová: měsíční, oranžová: čtvrtletně, zelená: ročně) vytváří exponenciální růst.

Složené úročení vzniká přičítáním úroku k jistině, což je typický případ u spoření (nebo u dluhu pokud je splacen až na konci půjčky v celé výši). Jde tedy o výsledek přidání úroku k investovanému či zapůjčenému kapitálu místo toho, aby byl vyplacen investorovi nebo zaplacen dlužníkem. Úrok se tak v příštím období skládá z jistiny a k tomu dříve nahromaděnému úroku. Složené úročení je standardním nástrojem finančnictví a ekonomie.
Protože úrokovací doba tvoří u složeného úročení několik za sebou následujících úrokovacích období, úrok se tím neustále násobí, což znamená to neustále se zrychlující růst (viz exponenciální funkce). Tento efekt je využíván ke zhodnocování úspor, ale i zneužíván k lichvě. Zvyšování frekvence úročení zvyšuje i dosažitelný zisk (o úroky z úroků), ale jen limitně do určité výše (viz Eulerovo číslo).

## Aplikace

### Více úrokovacích období
Pokud uložíme 35 000 Kč na spořící účet s ročním úrokem 5,7 % (navýšení o 5,7 % znamená vynásobení číslem 1,057) a banka bude úročit pouze jedenkrát ročně (na výročí počátku spoření), bude stav spořícího účtu po jednotlivých letech (neuvažujeme zdanění úroku):
- 0. rok: vklad 35 000 Kč
- 1. rok: stav z minulého roku + úrok za jeden rok: 35000 × 1,057 = 36995 Kč
- 2. rok: stav z minulého roku + úrok za jeden rok: 36955 × 1,057 ≐ 39103,72, tj. po dosazení z minulého roku: 35000 × 1,057 × 1,057 = 35000 × 1,0572 ≐ 39103,72 Kč
- 3. rok: 35000 × 1,057 × 1,057 × 1,057 = 35000 × 1,0573 ≐ 41332,63 Kč
- 4. rok: 35000 × 1,0574 ≐ 43688,59 Kč
- 5. rok: 35000 × 1,0575 ≐ 46178,84 Kč
- atd.
- 20. rok: 35000 × 1,05720 ≐ 106063,95 Kč

### Častější úročení
Pokud uložíme 35 000 Kč na spořící účet s ročním úrokem 5,7 % (navýšení o 5,7 % znamená vynásobení číslem 1,057) a banka bude úročit vícekrát ročně, bude výše vkladu po jednom roku o něco vyšší než při úročení pouze jedenkrát ročně (srovnejte s předchozím příkladem). Každý měsíc se bude připisovat pouze dvanáctina ročního úroku (proto je v závorce zlomek). Stav spořícího účtu při úročení po jednotlivých měsících (neuvažujeme zdanění úroku) bude:
- 0. měsíc: vklad 35 000 Kč
- 1. měsíc: stav z minulého měsíce + úrok za jeden měsíc: {\displaystyle 35000\cdot {\biggl (}1+{\frac {0,057}{12}}{\biggr )}=35166,25}
- 2. měsíc: stav z minulého měsíce + úrok za jeden měsíc: {\displaystyle 35166,25\cdot {\biggl (}1+{\frac {0,057}{12}}{\biggr )}=35333,29}, tj. po dosazení z minulého měsíce:

{\displaystyle 35000\cdot {\biggl (}1+{\frac {0,057}{12}}{\biggr )}\cdot {\biggl (}1+{\frac {0,057}{12}}{\biggr )}=35000\cdot {\biggl (}1+{\frac {0,057}{12}}{\biggr )}^{2}\doteq 35333,29}
- 3. měsíc: {\displaystyle 35000\cdot {\biggl (}1+{\frac {0,057}{12}}{\biggr )}^{3}\doteq 35501,12}
- atd.
- 12. měsíc: {\displaystyle 35000\cdot {{\biggl (}1+{\frac {0,057}{12}}{\biggr )}}^{12}\doteq 37047,95}

### Ještě častější úročení
Častější úročení způsobí, že na konci roku je k dispozici větší částka, protože se častěji a déle započítávají i úroky z úroků. Narůstání částky se však limitně blíží určité částce (viz Eulerovo číslo) bez ohledu na to, jak moc často úročíme.
- úročení každý týden: {\displaystyle 35000\cdot {{\biggl (}1+{\frac {0,057}{52}}{\biggr )}}^{52}\doteq 37051,80}
- úročení každý den: {\displaystyle 35000\cdot {{\biggl (}1+{\frac {0,057}{365}}{\biggr )}}^{365}\doteq 37052,79}
- úročení každou hodinu: {\displaystyle 35000\cdot {{\biggl (}1+{\frac {0,057}{8760}}{\biggr )}}^{8760}\doteq 37052,946}
- úročení každou minutu: {\displaystyle 35000\cdot {{\biggl (}1+{\frac {0,057}{525600}}{\biggr )}}^{525600}\doteq 37052,953}
- úročení každou vteřinu: {\displaystyle 35000\cdot {{\biggl (}1+{\frac {0,057}{31536000}}{\biggr )}}^{31536000}\doteq 37052,953}

### Úročení s pravidelným vkladem
Spoření s pravidelným vkladem znamená, že v každém dalším úrokovacím období se částka, kterou úročíme, zvyšuje o úrok a zároveň nový vklad. Chceme-li tedy vložit každý měsíc 5 000 Kč na spořící účet s ročním úrokem 5,7 % a banka bude úročit také každý měsíc. Každý měsíc se bude připisovat dvanáctina ročního úroku a pravidelný vklad. Stav spořícího účtu při úročení po jednotlivých měsících (neuvažujeme zdanění úroku) bude:
- 0. měsíc: vklad 5 000 Kč
- 1. měsíc: stav z minulého měsíce + úrok za jeden měsíc + vklad 5 000 Kč: {\displaystyle 5000\cdot {\biggl (}1+{\frac {0,057}{12}}{\biggr )}+5000=10023,75}
- 2. měsíc: stav z minulého měsíce + úrok za předchozí měsíc + vklad 5 000 Kč: {\displaystyle 10023,75\cdot {\biggl (}1+{\frac {0,057}{12}}{\biggr )}+5000=15071,36}, tj. po dosazení z minulého měsíce{\displaystyle {\Biggl (}5000\cdot {\biggl (}1+{\frac {0,057}{12}}{\biggr )}+5000{\Biggr )}\cdot {\biggl (}1+{\frac {0,057}{12}}{\biggr )}+5000=}{\displaystyle =5000\cdot {\biggl (}1+{\frac {0,057}{12}}{\biggr )}^{2}+5000\cdot {\biggl (}1+{\frac {0,057}{12}}{\biggr )}+5000\doteq 15071,36}

- 3. měsíc: {\displaystyle 15071,36\cdot {\biggl (}1+{\frac {0,057}{12}}{\biggr )}+5000=20142,95}{\displaystyle \left[{\Biggl (}5000\cdot {\biggl (}1+{\frac {0,057}{12}}{\biggr )}+5000{\Biggr )}\cdot {\biggl (}1+{\frac {0,057}{12}}{\biggr )}+5000\right]\cdot {\biggl (}1+{\frac {0,057}{12}}{\biggr )}+5000=}

{\displaystyle =\left[5000\cdot {\biggl (}1+{\frac {0,057}{12}}{\biggr )}^{2}+5000\cdot {\biggl (}1+{\frac {0,057}{12}}{\biggr )}+5000\right]\cdot {\biggl (}1+{\frac {0,057}{12}}{\biggr )}+5000=}
{\displaystyle =5000\cdot {\biggl (}1+{\frac {0,057}{12}}{\biggr )}^{3}+5000\cdot {\biggl (}1+{\frac {0,057}{12}}{\biggr )}^{2}+5000\cdot {\biggl (}1+{\frac {0,057}{12}}{\biggr )}+5000\doteq 20142,95}
- atd.
- 12. měsíc: {\displaystyle 56325,04\cdot {{\biggl (}1+{\frac {0,057}{12}}{\biggr )}}+5000\doteq 61592,59}

## Finanční matematika
Ve finanční matematice existují určitá typická výpočetní schémata a k nim vztažené termíny podobně jako zmíněný úročitel nebo odúročitel.
- Úročitel – vyjadřuje budoucí hodnotu vkladu vloženého na určité období, za určitou úrokovou sazbu
- Odúročitel (opak úročitele) – pokud známe hodnotu vkladu, který se po určitou dobu úročil za známou úrokovou sazbu, tak pomocí odúročitele vypočítáme původní hodnotu vkladu na počátku → současnou hodnotu
- Střadatel – pomocí střadatele vypočítáme budoucí hodnotu pravidelné úložky, která je ukládána ve stejné výši po určitou dobu za určitou úrokovou sazbu
- Fondovatel (opak střadatele) – vyjadřuje, jakou pravidelnou úložku bychom měli ukládat během určitého období se známou úrokovou sazbou, abychom uspořili cílovou částku
- Zásobitel – vyjadřuje, jaký vklad bychom dnes měli vložit, aby nám po určité období plynuly pravidelné částky (renta)
- Umořovatel (opak zásobitele) – pomocí umořovatele se stanovuje anuita, kterou umořujeme úvěr, známe-li počet období a úrokovou sazbu úvěru. Většina splátek úvěrů pro občany je počítána pomocí umořovatele[1]

### Význam proměnných
Úrokovací doba je označována písmenem t a ve složeném úročení nabývá hodnoty počtů úrokovacích období (1, 2, 3, …, n):
- pokud je hodnota menší než 1, označuje se jako jednoduché úročení,
- pokud je hodnota celočíselná a větší než 1, jde o složené úročení,
- pokud hodnota není celočíselná, ale je zároveň větší než 1, jde o kombinované úročení.

Dále:
- počáteční jistina má zkratku {\displaystyle j_{o}} a jde o částku počátečního, základního vkladu, tedy základu 100 %,
- zvětšená jistina má zkratku {\displaystyle j_{t}} a jde o částku zvětšenou o úrok,
- úrok označený písmenem {\displaystyle {\acute {u}}} je peněžní částka, kterou platí dlužník věřiteli za poskytnutí peněžních prostředků.
- úroková sazba značená ve vzorci písmenem i je uvedena ve finančních tabulkách a odpovídá sazbě v procentech a je k ní uvedena délka úrokovacího období.

### Vzorce
Základní vztah složeného úročení je {\displaystyle j_{t}=j_{o}\cdot (1+i)^{t}}
- výraz {\displaystyle (1+i)^{t}} je takzvaný úročitel {\displaystyle r^{t}}

- zvětšenou jistinu spočteme tak, že počáteční jistinu násobíme příslušným úročitelem {\displaystyle r^{t}}
- úrok je zde tedy jako rozdíl mezi zvětšenou částkou a počáteční jistinou: {\displaystyle {\acute {u}}=j_{t}-j_{o}}

Výsledný celkový úrok spočítáme tak, že počáteční jistinu násobíme úročitelem zmenšeným o jedničku (tj. o původní základní vklad): {\displaystyle j_{o}={\frac {\acute {u}}{r^{t}-1}}}
Pokud naopak známe zvětšenou jistinu (peníze po zúročení – tedy částku včetně úroku) a chceme spočítat počáteční jistinu, pak: {\displaystyle j_{o}={\frac {j_{t}}{r^{t}}}} (této operaci říkáme odúročení; tj. převrácená hodnota úročitele je odúročitel).

### Příklady

#### Výnos složeného úročení
Předpokládejme, že před 2000 lety byla do banky vložena 1 Kč s úrokovou sazbou 1 %. Po jednom roce bude výnos o 1 % více než jedna koruna, tedy přesně 1,01 Kč. Druhý rok bude úrok spočítán jako 1 % z 1,01 Kč. Výnos tedy bude {\displaystyle 1,01\cdot 1,01=1{,}01^{2}}. Po třech letech výnos bude {\displaystyle 1,01\cdot 1,01\cdot 1,01=1{,}01^{3}}. Po 2000 letech vzroste vstupní částka 1 Kč na {\displaystyle 1{,}01^{2000}} Kč, což je takřka 440 milionů Kč.

#### Výnos složeného úročení s pravidelným vkladem
Pokud chceme každý měsíc vložit 5 000 Kč na účet s úrokovou sazbou 2 %. S měsíčním úročením tedy budeme ve druhém měsíci mít na účtu 5 071 Kč a vložíme dalších 5 000 Kč. Další měsíc se bude úročit 10 071 Kč. Po 20 letech bude naspořená částka celkem 1 473 984 Kč, z čehož úrok je 273 984 Kč.

#### Délka úročení
V bance je uloženo 50000 Kč s ročním úrokem 3 %. Za jak dlouho bude v bance 75000 Kč (neuvažujte zdanění úroků)?
Při řešení této úlohy je nutné použít logaritmus a pravidla pro počítání s logaritmy, protože neznámá je v exponentu mocniny. Pokud je úrok 3 %, pak za rok bude v bance {\displaystyle 50000\cdot 1,03=51500}, po dvou letech to bude {\displaystyle 50000\cdot 1,03^{2}=53045}, po třech letech {\displaystyle 50000\cdot 1,03^{3}=54636,35} atd. Počet let je tedy v mocnině, ale ten my neznáme. Víme však cílovou částku, takže můžeme zapsat rovnici: {\displaystyle 75000=50000\cdot 1,03^{x}}
- rovnici vydělíme 1000: {\displaystyle 75=50\cdot 1,03^{x}}
- rovnici zlogaritmujeme: {\displaystyle \log {(75)}=\log {(50\cdot 1,03^{x})}}
- použijeme pravidlo součtu logaritmů: {\displaystyle \log {(75)}=\log {(50)}+\log {(1,03^{x})}}
- použijeme pravidlo mocniny v logaritmu: {\displaystyle \log {(75)}=\log {(50)}+x\cdot \log {(1,03)}}
- upravíme rovnici: {\displaystyle x\cdot \log {(1,03)}=\log {(75)}-\log {(50)}}
- vyjádříme neznámou: {\displaystyle x={\frac {\log {(75)}-\log {(50)}}{\log {(1,03)}}}}
- vyčíslíme: {\displaystyle x{\dot {=}}13,72}

Odpověď: V bance bude 75000 Kč za 14 let.